# Charis perimela
Charis perimela är en fjärilsart som beskrevs av Doubleday 1847. Charis perimela ingår i släktet Charis och familjen Riodinidae. Inga underarter finns listade i Catalogue of Life.